# جانور (فیلم هندی ۲۰۲۲)
جانور (انگلیسی: Beast) فیلم کمدی اکشن هندی تامیل-زبان، محصول سال ۲۰۲۲ است که نویسندگی و کارگردانی آن را نلسون دیلیپ‌کومار انجام داده‌است. بازیگران اصلی فیلم ویجای، پوجا هگده و سلواراگاوان (Selvaraghavan) هستند.
فیلمبرداری اصلی در ماه آوریل ۲۰۲۱ شروع شد و با فیلمبرداری در مناطقی از چنای، دهلی و گرجستان در ماه دسامبر خاتمه یافت. فیلم در روز ۱۳ آوریل ۲۰۲۲، اکران شد که نقدهای مختلف منتقدان را در پی داشت. علیرغم نقدهایی که بر آن انجام گرفت، فیلم با فروشی بالغ بر ۲۱۷–۳۰۰ کرور روپیه در سراسر جهان، یک فیلم موفق تجاری شناخته شد و به یکی از پرفروش‌ترین فیلم‌های تامیل در تمام دوران تبدیل گشت.

## نکات
1. ↑  While Moneycontrol reported that Beast was made on a budget of ₹130 crore,[۲] ایندیا تودی stated that the film cost its makers ₹150 crore to produce.[۳]
2. 1 2  According to Moneycontrol, Beast grossed ₹217 crore worldwide.[۲] India Today reported that the film earned ₹227 crore in its lifetime.[۳] Pinkvilla stated that the film made ₹236.90 crore.[۴] The Indian Express reported that the film grossed ₹240 crore worldwide.[۵] The Times of India published that the film grossed ₹250 crore.[۶] In stark contrast, Puthiya Thalaimurai stated that Beast grossed ₹300 crore worldwide.[۷]